# Seyhan (Adana)
Seyhan – miasto i dystrykt (tur. ilçe) w prowincji Adana w Turcji. Według danych na rok 2021 miasto zamieszkiwało 792 536 osób, a gęstość zaludnienia wyniosła 1580 os./km².

## Klimat
Średnia temperatura wynosi 19 °C. Najcieplejszym miesiącem jest sierpień (30 °C), a najzimniejszym jest styczeń (6 °C). Średnie opady wynoszą 1040 milimetrów rocznie. Najbardziej wilgotnym miesiącem jest grudzień (169 milimetrów opadów), a najbardziej suchym jest lipiec (19 milimetrów opadów).